# Millosh Gjergj Nikolla
Millosh Gjergj Nikolla, írói nevén Migjeni (Shkodra, 1911. október 13. – Olaszország, Torre Pellice, 1938. augusztus 26.) albán költő, a modern albán költészet úttörője.

## Élete
Dibëri származású ortodox családban született, apja, Gjergj Nikolla (1872–1924) Shkodrában működtetett kávéházat. A helyi szerb ortodox elemi iskola elvégzése után 1923–1925 között a montenegrói Barban járt középiskolába. 1925-től a dél-macedóniai Bitolában folytatta tanulmányait, ahol ószlávot, oroszul, görögül, latinul és franciául tanult. 1927-ben beiratkozott a bitolai Evangélista Szent János Ortodox Szemináriumba, ahol tüdőbetegsége ellenére 1932 júniusáig tanult.
Szülővárosába visszatérve sikertelenül pályázott nyugat-európai egyetemi ösztöndíjért, s a papi hivatás helyett tanári pályára lépett. 1933. április 23-án egy Shkodra melletti szerb falu, Vrakë iskolájának tanítójává nevezték ki. 1933-ban felvette a polgári neve kezdőbetűiből kialakított Migjeni művésznevet, és e néven publikálta első prózai műveit az Illyria hasábjain. 1935 nyarán a tuberkulózis elhatalmasodott a szervezetén, ezért még júliusban Athénba költözött, hogy az albán mocsárvidék bűzét felváltsa a friss tengerparti levegővel. Javulás azonban nem állt be az állapotában, így augusztusban ismét visszatért Shkodrába. 1935 őszétől a vrakëi iskolát odahagyva a városban vállalt tanári állást, és immár folyamatosan publikált az Illyriában. 1936 januárjára összegyűlt lírai műveiből egy kötetre való. Verseskönyve harmincöt verssel 1936-ban meg is jelent, de a zogista hatóságok azonnal bezúzatták a nyomdából kikerült köteteket. 1936. április 18-ától kinevezték a Pukai iskola igazgatójának, s nem volt ideje a kézirat-előkészítéssel foglalkoznia. A hegyvidéki kisváros friss levegője jót tett a szervezetének, az ott töltött tizennyolc hónap azonban megviselte az idegrendszerét. A nagy szegénységben élő gyerekek nyomorúságának látványa deprimálta, emellett a fel-felbukkanó járványok hosszabb időszakokra lehetetlenné tették a tanítást.
1937 őszén Migjeni feladta állását és december 20-án elhagyta Shkodrát, Torinóba utazott nővéréhez, hogy ott gyógyíttassa tüdőbaját. Kezelése alatt a Torinói Egyetem előadásait hallgatta. Öt hónapot töltött el a város melletti San Luigi szanatóriumban, ahonnan átszállították a valdensek Torre Pellice-i kórházába. Itt halt meg 1938 augusztusában, közel huszonhét évesen.

## Életműve
Középiskolás éveiben, a soknemzetiségű, albánok, macedónok, szerbek, aromunok, törökök és görögök lakta Bitolában szerzett élmények érlelték meg Migjeniben a népek és kultúrák közelítésének eszményét, s elzárkózott a kor albán irodalmában divatos nacionalista attitűdtől. Szemináriumi évei alatt minden elérhető könyvet elolvasott, különösen kedvelte az orosz, a szerb és a francia szépirodalmat, emellett számos eszmetörténeti művet is elolvasott. Olvasmányai egyre távolabb vitték választott papi hivatásától, s szülővárosába visszatérve, 1932-től írta első prózai zsengéit és verseit. Ezekben az Európa szegletébe szorult, tétlenségre kárhoztatott, de kinyílni vágyó művész gondolatait öntötte formába.
1933 és 1938 között több mint huszonnégy elbeszélést közölt folyóiratok hasábjain, s kezdeti lépései alapján ígéretes prózaírónak tartották. 1934 májusában, az Illyria folyóirat közölte folytatásokban első hosszabb prózáját Szenvedő Szókratész, avagy Az elégedett disznó (Sokrat i vuejtun apo Derr i kënaqun) címen. Ebben az albán prózaírói hagyományoktól idegen ironikus hangvételről tett tanúbizonyságot.
Ő maga azonban alapvetően a versírásnak szentelte magát, jóllehet, lírai életműve csak halála után lett ismert. A rövid élete során írt versek egyetlen kötetet töltenek meg. Az 1936-ban megjelent és bezúzott verseskönyvét 1944-ben Tiranában adták ki először. Költeményeit tépelődés, esetenként önmarcangolás, pesszimista, olykor depresszív életszemlélet hatotta át. Fő témája a nyomorúságos emberi sors és a szenvedés, egyszersmind érzékeny szemmel figyelte a társadalmi problémákat (pukai tapasztalatai sok élménnyel gazdagították e tekintetben). Míg az őt megelőző albán költők hazájuk szépségét és népük nagyságát énekelték meg, Migjeni lírai világa a körülvevő világ visszásságait és tragédiáit jelenítette meg. Költői munkásságának legjellemzőbb példája a Beletörődés (Rezignata) cikluson belül A nyomor éneke (Kangët e mjerimit) című darabja. Ebben Migjeni a földi lét állomásait festi fel sötét színekkel, erős motívumai a sötét éjszaka, a könnyek, a füst, a tüske és a sár, amelyek közül csak ritkán sejlik fel egy-egy önfeledtebb, vidámabb költői kép.
Kortársait megelőzve leplezetlen őszinteséggel viszonyult a szexualitáshoz, bár a női nem és szexusuk ábrázolása is csak eszköz volt kezében a nyomorúság ábrázolására. A verseiben feltűnő nők életunt prostituáltak, akiknek meggypirosra festett ajka és könnyben úszó szemei keltik fel a költő szánakozó vágyát. Ennél tovább nem terjed a szexualitás Migjeninél, a szerelmi aktus már ismét pokoli szenvedés (lásd például Vers a nyomorúságról [Poema e mjerimit]). (Megjegyzendő, hogy az irodalomtörténet-írás nem tud Migjeni esetleges nőkapcsolatairól.)
Néhány, társadalmi érzékenységet mutató versét a proletár költő műveiként interpretálták Enver Hoxha kommunista Albániájában, s piedesztálra emelték a költőt mint a szocialista realizmus előfutárát. Migjeni azonban nem volt sem kommunista, sem forradalmi költő, közvetlen politizálásnak vagy programnak még csak nyomát sem találni műveiben. Ha kárhoztat is valakit költeményeiben a világ borzalmaiért, az maga az Isten, aki verseiben az emberi akaratot gránitöklével szétzútó óriás (lásd például Blaszfémia [Blasfemi] című költeményét).
Migjenit témaválasztása, formavilága és témakezelése avatta újszerű, modern költővé az albán szépirodalomban. Annál is inkább így van ez, mert paradox módon az albán nyelvet soha nem tudta kedve szerint használni. A szülői házban gyakrabban beszéltek szerbül, mint albánul, de bitolai diákévei alatt sem igazán használta az albán nyelvet. Bár verseit albánul írta, nyelvezete rövid élete végéig sem csiszolódott könnyedre.

## Művei
- Vargjet e lira. Tiranë. 1936. [Albánul.]
- Poezi. Përg. Rrahman Dedaj. Prishtinë: Rilindja. 1977. [Összes verse albánul.]
- Prozë. Përg. Rrahman Dedaj. Prishtinë: Rilindja. 1977. [Összes prózája albánul.]
- Freie Verse. Hrsg. Robert Elsie. Idstein: Schulz-Kirchner. 1987. [Németül.]
- Free verse. Translated by Robert Elsie. Tiranë: 8 Nëntori. 1991. [Angolul.]

## Róla szóló irodalom
- Odile Daniel: Un écrivan des années 30: Migjeni. La tradition albanaise d’une littérature de combat. (Cahiers balcaniques, 9.) Paris: Inalco.
- Arshi Pipa: Le mythe de l’occident dans la poésie de Migjeni. Südost-Forschungen 30 (1971) 142-175.
- Rinush Idrizi: Migjeni. Tirana: Enciklopedike. 1992. [Albán nyelven.]
- Giuseppina Norcia: Sulla poesia di Migjeni. In: Atti del 2o seminario internazionale di studi albanesi. (Università di Calabria – Quaderni del Dipartimento di Linguistica, 14.) Roma: Herder. 1997. p. 291–303.
- Robert Elsie: Migjeni. Free verse. Pejë: Dukagjini. 2001. [Bevezető tanulmány.]